# Josu Anuzita Alegria
Josu Anuzita Alegria (nascut a Getxo, Biscaia, el 13 de gener de 1964) és un exfutbolista i entrenador basc.

## Trajectòria
Sorgit del planter del Sestao SC, el 1986 arriba al primer equip, on roman quatre anys, fins que el 1990 fitxa pel Deportivo de La Corunya. Amb els gallecs hi està tres campanyes, però aconsegueix la titularitat, sent el tercer porter de la formació. Tot així, va disputar 12 partits de lliga la temporada 91/92, encara que a la següent la xifra es redueix a només un.
L'estiu del 1993 deixa el Depor i marxa al Cadis CF, de Segona Divisió. Allí Josu es retrobaria amb la titularitat, però el seu equip perd la categoria. Una circumstància idèntica a la que li ocorreria la temporada 94/95, aquesta vegada amb el CA Marbella.
La temporada 95/96 fitxa per la UD Salamanca, que acabava de recuperar la màxima categoria. Suplent d'Aizpurua, Josu tan sols va aparèixer en dos partits, els últims de la seua carrera a primera divisió. A més a més, el club castellà quedava l'últim i retornava a la categoria d'argent.
Després d'una temporada, la 96/97, amb el Màlaga CF, a Segona Divisió B, el porter basc es va quedar sense equip. Va tornar als camps de joc el 1998, a les files del Barakaldo CF, on va romandre fins a la seua retirada el 2001.
Com a entrenador, des del 2007 dirigeix al club de la seua ciutat natal, l'Arenas de Getxo.